# Kamaz Taifun-K
Il KamAZ Taifun-K (in cirillico: Камаз Тайфун-K) è una famiglia di mezzi corazzati su ruote di fabbricazione russa adottata dalle forze armate russe a partire dal 2014. Progettato per resistere e proteggere l'equipaggio dall'esplosione di mine terrestri ed ordigni improvvisati, il Taifun-K è un veicolo multi-ruolo che può essere impiegato, tra gli altri, in qualità di veicolo da ricognizione, trasporto truppe, posto comando ed ambulanza da campo.
Il Taifun-K è stato sviluppato nell'ambito dell'omonimo programma indetto dal Ministero della difesa russo per l'acquisizione di veicoli modulari di nuova generazione per le forze armate ed il quale, al termine della competizione, decise di adottare entrambe le piattaforme proposte dai concorrenti in gara: l'Ural Taifun-U ed il KamAZ Taifun-K.
Il veicolo è stato progettato per rispondere ai requisiti NATO STANAG 4569 livello 3b (resistenza alle mine) e livello 4 (protezione balistica).

## Sviluppo
Lo sviluppo del Taifun-K, come per i veicoli della famiglia Taifun-U, è iniziato nel 2010 in risposta ai requisiti rilasciati dal ministero della difesa in merito allo sviluppo di nuovi veicoli destinati all'uso nelle forze armate del paese entro il 2020.
I prototipi dei veicoli realizzati da due concorrenti in gara, la Ural e la KamAZ iniziarono la fase di test già nel 2011 con il Taifun-K presentato al pubblico per la prima volta il 10 giugno 2010.
Entrato in servizio tra i ranghi dell'esercito russo nel corso del 2014, è stato testato in Siria nel corso del dispiegamento del contingente russo nel paese arabo nella lotta contro l'ISIS ed altri gruppi estremisti. 

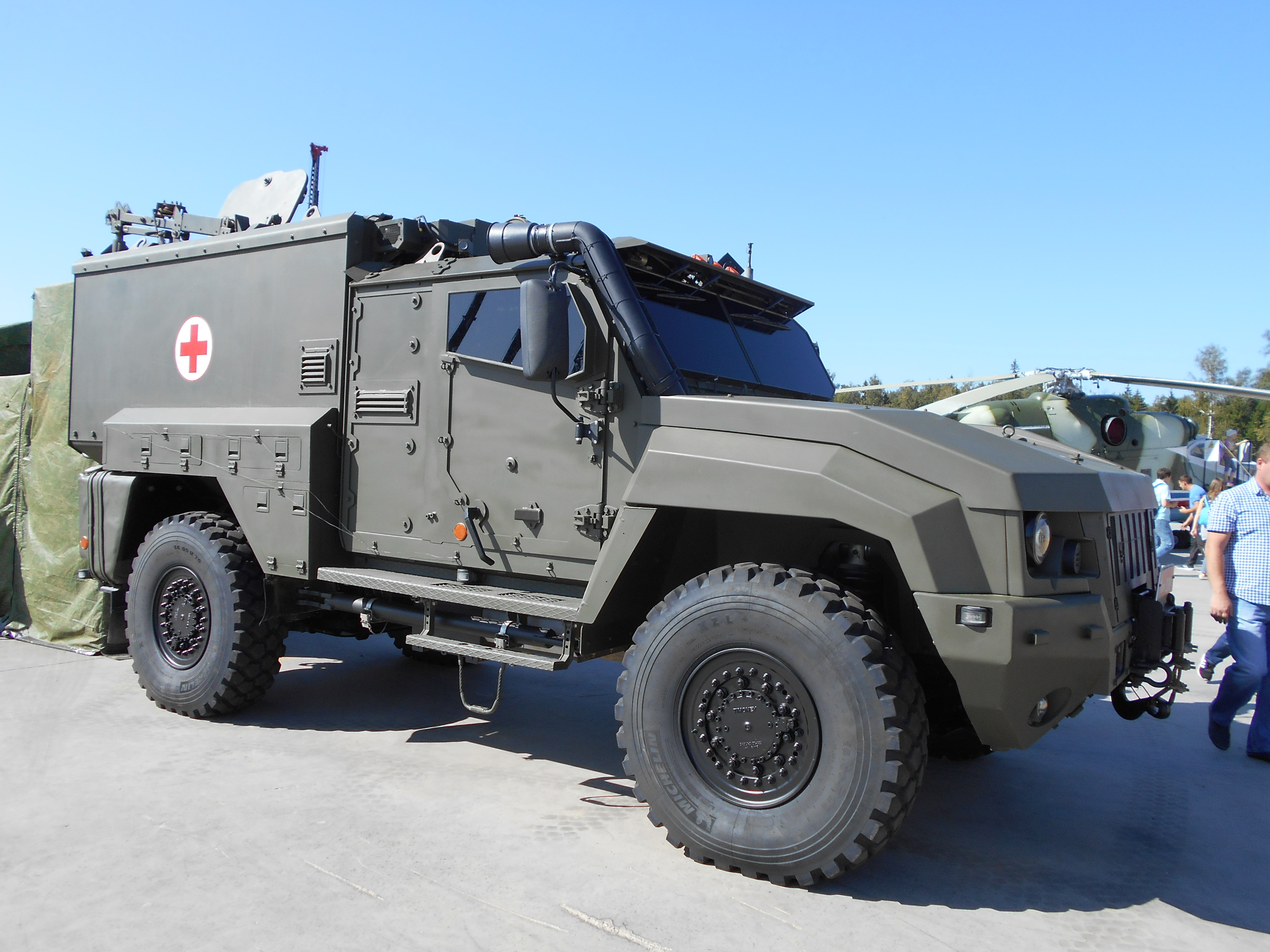
Il Linza è un'ambulanza da campo basata su KamAZ Taifun-K 4x4, Army 2018

I test di stato si sono positivamente conclusi nel 2019.

## Caratteristiche
I veicoli della famiglia Taifun si caratterizzano per l'elevata multifunzionalità ottenuta grazie all'approccio modulare seguito in fase di progettazione: tali veicoli infatti possono, grazie all'installazione di moduli specializzati, essere impiegati in molteplici ruoli, tra i quali: trasporto truppe, ambulanza da campo, mezzo di recupero, lanciarazzi, gru, base di lancio per UAV, motrice per rimorchi.
Inoltre, caratteristiche comuni a tutte le versioni del Taifun (prodotte sia dalla KamAZ che dalla Ural) sono:
- Protezione NBC
- Propulsore, trasmissione, gruppo sospensioni e pneumatici antiproiettile run-flat in comune
- Resistenza alle mine anticarro contenenti fino ad 8 chilogrammi di TNT (NATO STANAG 4569 lvl 3b)
- Protezione balistica da proiettili calibro 14,5 mm (NATO STANAG 4569 lvl 4)
- Possibilità di montare una mitragliatrice da 7,62 mm o 14,5 mm comandata da remoto sul tetto del veicolo

## Versioni

### Versione 4x4
- Kamaz 4386 "Druk": versione porta-mortaio
- Kamaz 53949: veicolo trasporto truppe[6]
- Kamaz Typhoon-VDV: veicolo avio-lanciato di supporto al combattimento con cannone da 30mm remotizzato, accettato in servizio nel 2021[7]

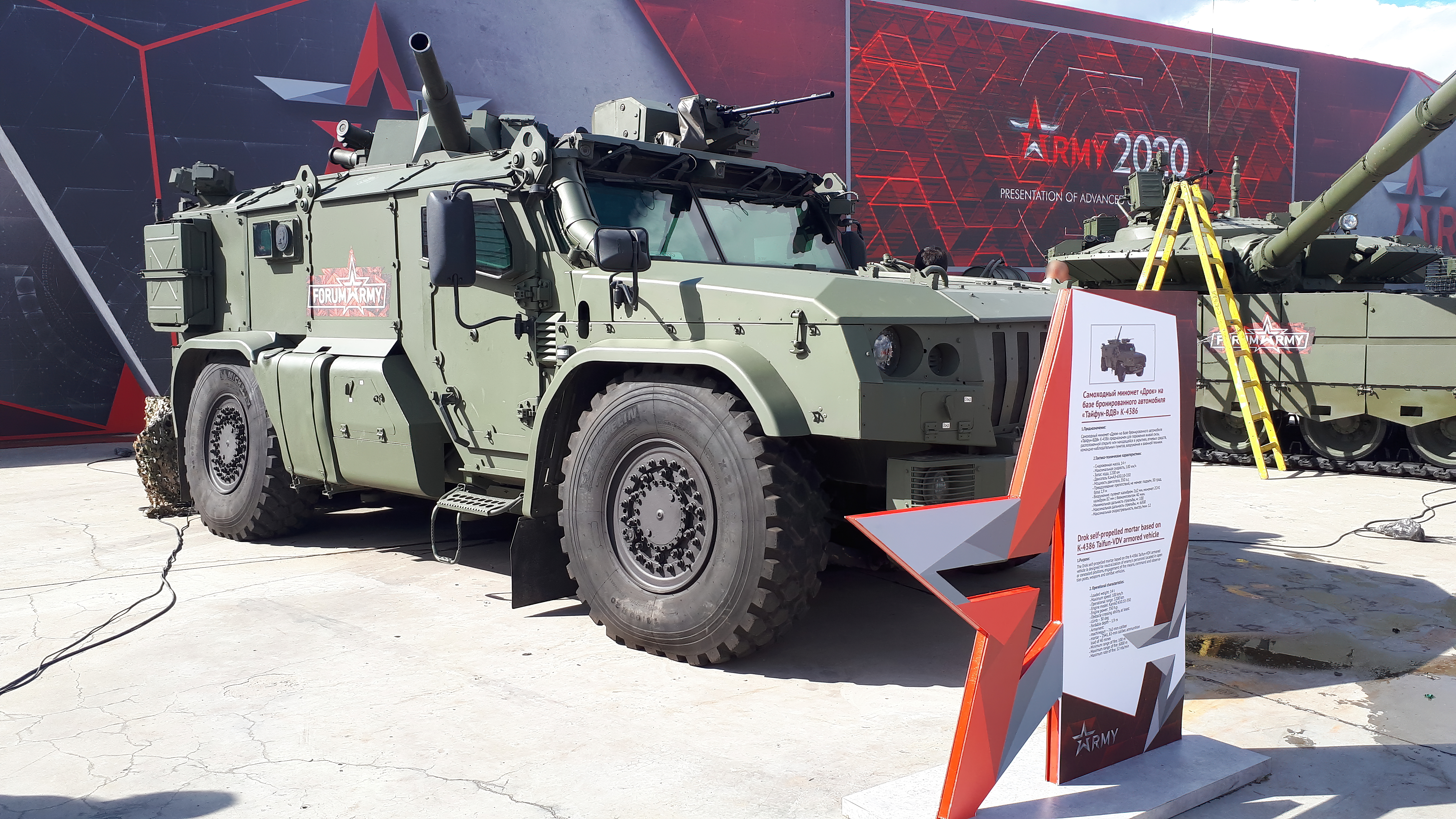
Kamaz Taifun-K in versione portamortaio (Kamaz-4386); Army 2020

### Versione 6x6
- Kamaz 6396 - veicolo cargo
- Kamaz 63968 - veicolo trasporto truppe
- Kamaz 63969 - APC corazzato[8]

### Versione 8x8
- Kamaz 6398 - veicolo cargo
- Kamaz 63988 - veicolo trasporto truppe

## Operatori
Russia
- Esercito russo: 260 esemplari al 2017

 Uzbekistan
- Esercito uzbeko